# Campeonato de Wimbledon 2001

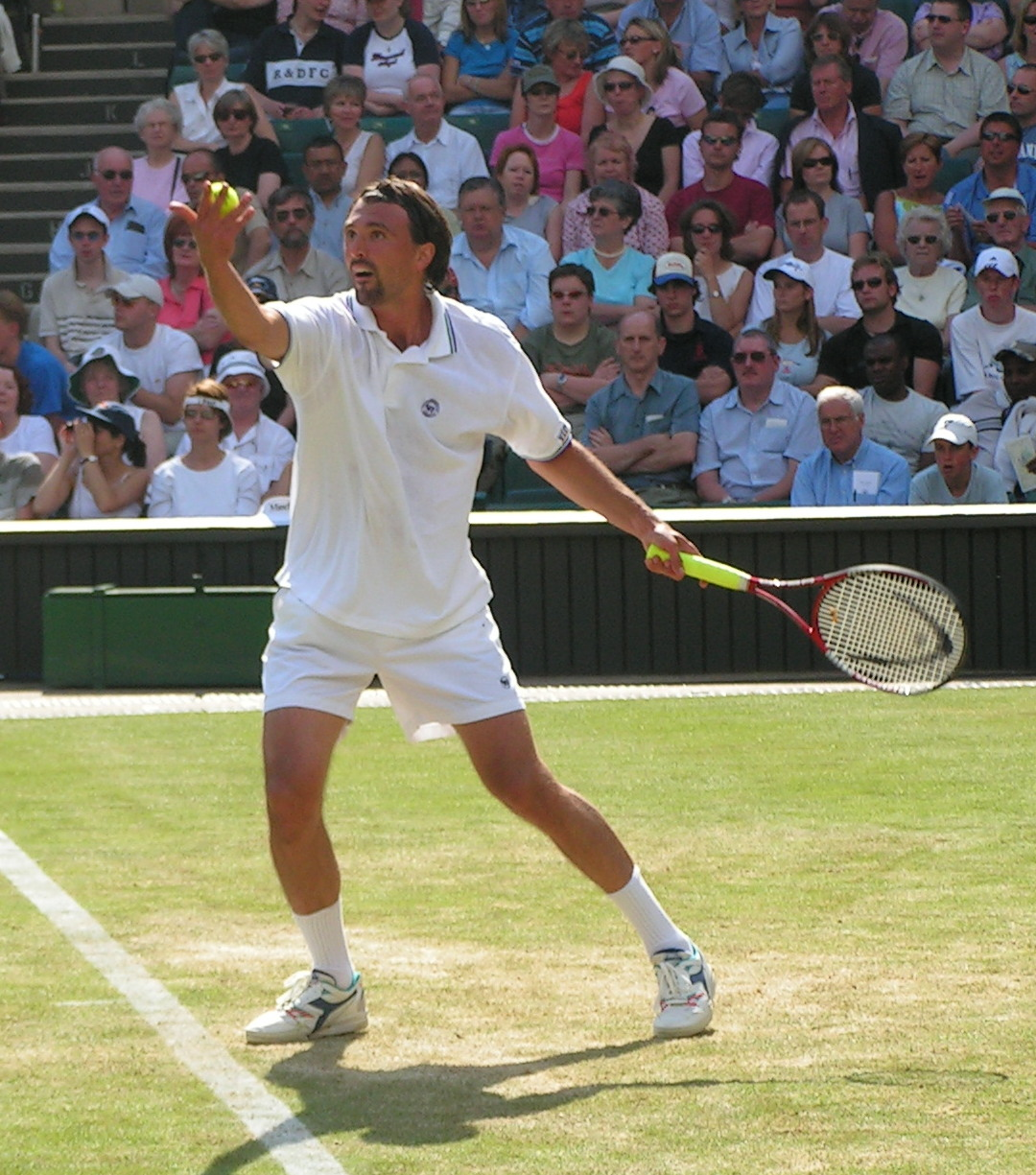
en memoria del tenista

Lista de los campeones del Campeonato de Wimbledon de 2001:

## Seniors

### Individual Masculino
Goran Ivanišević d.  Patrick Rafter 6-3, 3-6, 6-3, 2-6, 9-7

### Individual Femenino
Venus Williams d.  Justine Henin 6-1, 3-6, 6-1

### Dobles Masculino
Donald Johnson /  Jared Palmer d.  Jiri Novak /  David Rikl 6-4, 4-6, 6-3, 7-6

### Dobles Femenino
Lisa Raymond /  Rennae Stubbs d.  Kim Clijsters /  Ai Sugiyama 6-4, 6-3

### Dobles Mixto
Daniela Hantuchová /  Lukas Friedl d.  Liezel Huber /  Mike Bryan 4-6, 6-3, 6-2

## Juniors

### Individuales Masculino
Roman Valent d.  Gilles Müller 3-6, 7-5, 6-3

### Individuales Femenino
Angelique Widjaja d.  Dinara Sáfina 6-4, 0-6, 7-5

### Dobles Masculino
Frank Dancevic /  Giovanni Lapentti d.  Bruno Echagaray /  Santiago González 6-1, 6-4

### Dobles Femenino
Gisela Dulko /  Ashley Harkleroad d.  Christina Horiatopoulos /  Bethanie Mattek 6-3, 6-1
| Predecesor: Campeonato de Wimbledon 2000 | Campeonato de Wimbledon 2001 | Sucesor: Campeonato de Wimbledon 2002       |
| Predecesor: Torneo de Roland Garros 2001 | Grand Slam 2001              | Sucesor: Abierto de los Estados Unidos 2001 |

- Datos: Q912527